# Manuel Casagemas i Labrós
Manuel Casagemas Labrós (Granollers, 1832 – Barcelona, 28 de desembre de 1898) fou un empresari i diplomàtic català.

## Biografia
Era fill de Joan Antoni Casagemas i Sauri (Moià 1796 – Barcelona 1857) i Teresa Labrós i Ferrer (Barcelona 17?? – Barcelona 1859) un matrimoni benestant amb propietats al Bages, Sitges i Barcelona on després de casar-se el 1822 s'acaben traslladant definitivament.
Durant la seva joventut, en Manuel va treballar com a dependent en una casa de comerç i com a comptable. Posteriorment fou procurador delegat de Granollers i alhora impulsà amb un soci una empresa de fabricació de vaixells anomenada Resa y Casagemas; el primer vaixell fabricat per aquesta societat va naufragar i això va provocar la fallida i el tancament de l'empresa.
Va casar-se amb Maria Neus Coll i Vendrell, de Sitges. El matrimoni va tenir set fills, entre els quals destaquen la compositora Lluïsa Casagemas i el pintor Carles Casagemas.
El 1868 obté el càrrec de vicecònsol dels Estats Units d'Amèrica a Barcelona, en substituir el seu germà a la mort d'aquest, i el 1883 també de Suècia i Noruega.
A més d'ocupar els corresponents viceconsolats esdevé l'Administrador del Banc de Catalunya, feina a la qual acabà renunciant per passar a fer oposicions a Madrid amb l'objectiu d'esdevenir traductor-intèrpret jurat. L'última professió que se li coneix és la de secretari de la Companyia Transatlàntica, empresa a la qual ja pertanyia el 1885 gràcies a la influència del Marquès de Comillas i on treballà fins que va morir el desembre de 1898.

## El vincle amb els cercles culturals de l'època
Manuel Casagemas, a banda d'haver cobert un ampli ventall professional, també va ser una persona que estigué molt vinculada al món cultural del moment. A l'Ateneu Barcelonès hi ha constància de la seva associació amb el centre, a partir del moment en el qual es dona d'alta com a soci el 1860, el mateix any de la inauguració. Això ens demostra que Manuel Casagemas era una persona interessada en els esdeveniments culturals del moment i, per tant, actiu socialment parlant.
També va tenir relació amb el món de l'art: Entre 1862 i 1868 forma part del taller d'escenografia de Frederic Soler i Rovirosa al gran teatre del Liceu. Una part de la seva feina en aquest camp es pot veure al Museu Frederic Marès de Barcelona on es conserven dos llibres amb dibuixos de figurins i caricatures realitzats per Ramon Tusquets, Joan Ballester, F. Soler i Rovirosa i Manuel Casagemas Labrós.
Alhora, tingué interès per la música i mantenia relació amb personalitats d'aquest àmbit com Felip Pedrell. Es pot afirmar que Manuel Casagemas Labrós va ser un burgés molt actiu socialment i culturalment, fet que devia ser important a l'hora d'influir en la trajectòria artística dels seus fills.